# Прем'єр-ліга (організація)
Об'єднання професіональних футбольних клубів України або «Українська Прем'єр-ліга» — організація, що здійснює проведення змагань вищого рівня чемпіонату України з футболу та Суперкубка та першості серед молодіжних команд.
Термін Прем'єр-ліга також може застосовуватися безпосередньо до найвищого за ієрархією дивізіону Чемпіонату України з футболу, змагання у якому проводяться під егідою цієї організації. У такому значенні цей термін прийшов на зміну прийнятій протягом 1992—2008 років назві вища ліга.

## Історія
Вперше про ідею створення Прем'єр-ліги власники українських футбольних клубів заговорили ще 2007 року. У результаті, 15 квітня 2008 року на черговій зустрічі керівників клубів Вищої ліги було підписано протокол про створення Об'єднання професіональних футбольних клубів України «Прем'єр-ліга». 27 травня 2008 року власники клубів остаточно заявили про старт Прем'єр-ліги вже з сезону 2008/2009, а не з наступного, як планувалося раніше. Виконувачем обов'язків Президента обрано Віталія Данілова. 20 червня 2008 року «Прем'єр-ліга» стала колективним членом Федерації футболу України. У цей же день президент ФФУ Григорій Суркіс підписав із Віталієм Даніловим договір про співпрацю.
15 липня 2008 року на Загальних зборах Учасників «Прем'єр-ліги» було подовжено повноваження Віталія Данілова на посаді виконувача обов'язків. 1 липня 2009 року його було обрано Президентом Прем'єр-ліги.
7 червня 2024 року на звітно-виборних загальних зборах клубів одноголосним рішенням було обрано президентом української Прем'єр-ліги Євгена Дикого.

Логотип Прем'єр-ліги у 2008—2016 роках

## Повноваження
Самостійно Прем'єр-ліга зокрема здійснює:
- Розроблення проектів Регламенту та календарів змагань (з урахуванням офіційних і товариських матчів національних збірних команд) та надання їх на затвердження Виконкому ФФУ.
- Безпосередню організацію, проведення та оперативне управління змаганнями серед команд клубів ПЛ.
- Заявку команд для участі у змаганнях.
- Реєстрацію трудових договорів (контрактів) футболістів, тренерів та інших посадових осіб клубів, внутрішніх трансферних договорів (контрактів) щодо компенсаційних виплат відповідно до регламентних норм.
- Відхилення кандидатур арбітрів, асистентів арбітра, інспекторів та делегатів ФФУ, призначених для проведення матчів між командами ПЛ, за умови затвердження цього рішення Загальними зборами Учасників ПЛ перед початком чемпіонату та весняної частини змагань.
- Затвердження розмірів оплати послуг арбітрів, асистентів арбітрів, інспекторів та делегатів ФФУ, а також затвердження розмірів фіксованих компенсаційних виплат за проїзд вказаних осіб до місць проведення матчів ПЛ та подання їх на затвердження Виконкому ФФУ.
- Видачу футболістам та офіційним особам клубу, внесеним до заявкового листа клубу, «Посвідчення учасника змагань» та інше.

## Керівництво
- Президент — Євген Дикий
- Директор спортивного департаменту — Максим Степаненко
- Начальник пресслужби — Андрій Кудирко